# WKG Marine-Flakschule Grimmen
Die Wettkampfgemeinschaft (WKG) Marine-Flakschule Grimmen war ein Sportverein im Deutschen Reich mit Sitz in der Stadt Grimmen im heutigen Landkreis Vorpommern-Rügen.

## Geschichte
Die WKG trat das erste Mal in der Saison 1943/44 als Neuling in der 1. Klasse Pommern an. In der Kreisgruppe A, in der der Verein eingeordnet wurde, belegte die Mannschaft nach der ersten Saison mit 6:10 Punkten den vierten Platz. Zur neuen Saison wurden alle Vereine, die noch am Spielbetrieb teilnehmen konnten, in die Gauliga Pommern eingeteilt und dort in sogenannte Sportkreisgruppen eingeteilt. Die Gruppe Stralsund des Abschnitt West wurde der WKG zugeteilt. Ob es überhaupt zu einem Spielbetrieb in dieser Saison kam, ist nicht überliefert. Spätestens am Ende des Zweiten Weltkriegs wurde der Verein dann auch aufgelöst.